# 塔奇拉竞技足球俱乐部
塔奇拉竞技足球俱乐部（西班牙语：Deportivo Táchira Fútbol Club），委内瑞拉的一个職業足球俱乐部，位於塔奇拉州首府。球會於1975年開始，一直於委內瑞拉超級足球聯賽作賽。球會主場為新城競技體育場（Estadio Polideportivo de Pueblo Nuevo）。

## 荣誉
- 委內瑞拉超級足球聯賽
  - 冠军（11次）：1979年，1981年，1984年，1986年，1999—2000年，2007—08年，2010—11年，2014—15年，2021年，2023年，2024年
- 委內瑞拉盃
  - 冠军（2次）：1982年，1983年